# Semâ Bekirovic
Semâ Bekirovic (Amsterdam, 1977) is een Nederlands beeldend kunstenaar en curator.

## Biografie
Semâ Bekirovic is beeldend kunstenaar en curator. Ze studeerde aan de Gerrit Rietveld Academie en was in 2005-2006 resident aan de Rijksakademie van beeldende kunsten in Amsterdam. In haar werk onderzoekt ze hoe bepaalde hiërarchieën functioneren door het onderliggende dynamische samenspel van krachten en factoren bloot te leggen. Bekirovic heeft kunstwerken gemaakt waarbij ze haar eigen inbreng reduceert door samen te werken met planten, dieren, reactieve chemicaliën, meteorieten, en andere natuurlijke fenomenen en processen. Daarmee stelt ze vragen over auteurschap, wanneer een kunstwerk een kunstwerk is en de positie van het kunstenaarschap. Zo cureerde Bekirovic in 2019 de tentoonstelling 'Reading by Osmosis' bij Zone2Source in Amsterdam, waaraan uitsluitend niet menselijke kunstenaars deelnemen: wind, de rivier de Theems, vuur, zwaartekracht, duiven, regen en anderen. In 2023 maakt Bekirovic haar eerste speelfilm ‘Once an Alien’, een autobiografische sciencefiction documentaire waarin ze haar vader volgt door Bosnië en Herzegovina op zoek naar hun wortels.

## Tentoonstellingen
Haar werk is op verschillende plekken tentoongesteld, waaronder (selectie)
- Rozenstraat – a rose is a rose is a rose (solo, 2023)
- Hayward Gallery, (solo, 2010)
- Stedelijk Museum Amsterdam (2007, 2013, 2015)
- Dutch Culture Institute, Shanghai (2010)
- MoMa PS1 (2012)
- Kunstfort Vijfhuizen (2016)
- Marres (2017)
- Nest, Den Haag (2018, 2024)
- GEM (2019); Garage Rotterdam (2020)
- Klub Solitaer, Chemnitz (solo, 2020)
- Into Nature Biënnale (2021)
- Paltz Biënnale (2021)
- Brugge Triënnale (2021)

In 2024 opent haar solo-tentoonstelling in het Fries Museum in Leeuwarden.

## Kunstenaarsboeken
- 2019 Reading By Osmosis, nai010, NL[4]
- 2007 Koet, Veenman Publishers, NL[5]
- 2007 Eens Tijdslooschrift, met Katja Mater en Rober Wechsler, Spaarnwoude Archief, NL